# Strumica
Strumica (makedonsko Струмица) je mesto na jugovzhodu Severne Makedonije, nedaleč stran od meje z Bolgarijo in Grčijo, z okoli 36.000 prebivalci. Ime je dobilo po reki Strumici, ki teče po obrobju mesta. Mesto je družbeno, gospodarsko in kulturno središče jugovzhoda države.

## Zemljepis
Strumica z okolico se razteza v široki dolini reke Strumice, ki jo obkrožajo gorstva Belasica, Ogražden in Elenica. Najvišji vrh Belasice meri 2029 metrov, Ogražden dosega 1744 metrov nadmorske višine in Elenica 970 metrov. Gorstva prekrivajo listasti in iglasti gozdovi. Območje ima še ne dobro raziskan geotermalni potencial: izvir v banji Bansko na primer bruha vodo temperature 72 °C s pretokom 53 litrov na sekundo. Voda se uporablja večinoma za hidroterapijo in ogrevanje rastlinjakov.
Območje uživa sredozemsko podnebje z dolgimi vročimi poletji in malo padavinami. Daljša obdobja suše so vseeno redka. Vreme je sončno s povprečno 230 sončnimi dnevi v letu.

## Zgodovina
Območje Strumice je poseljeno od neolitika, kar nakazujejo izkopanine iz 6. tisočletja pred našim štetjem. Omembe naselja segajo v 5. stoletje pr. n. št.; območje so tedaj poseljevali Tračani. Mesto samo prvič omenja Tit Livij leta 181 pr. n. št. pod imenom Astraion. Rimljani so ga preimenovali v Tiberiopolis. Kasneje je mesto postalo del Bizantinskega cesarstva, v poznem 6. in zgodnjem 7. stoletju pa je utrpelo škodo zaradi preseljevanja Slovanov. Slovansko pleme, znano kot Strumljani ali Strimoniti, je na območju ustanovila sklavinijo, ki je pozneje prišla pod oblast Bolgarije, dokler le-te leta 1018 niso znova osvojili Bizantinci.
Leta 1395 je mesto postalo del Osmanskega cesarstva. Imenovalo se je Ustrumce in postalo pravo osmansko mesto, kjer so se ustalili turški trgovci z živino. Ob popisu prebivalstva leta 1519 je v Strumici živelo 2780 ljudi, od tega 1450 kristjanov in 1330 muslimanov. Do leta 1570 se je razmerje prevesilo na 2200 muslimanov in 1230 kristjanov. Po Berlinskem kongresu je mesto sprejelo veliko število Turkov, ki so se umaknili iz Srbije, Bolgarije in drugih dotlej turških območij Balkana.
Med prvo balkansko vojno leta 1912 so združene srbske, bolgarske in grške sile dokončno izgnale Turke z Balkana in si razdelile Makedonijo. Območje Strumice je bilo vrnjeno Bolgariji, ki je leto zatem sprožila drugo balkansko vojno, med katero je grška vojska mesto požgala. Bolgarija je po drugi balkanski vojni obdržala Strumico, kot poraženka prve svetovne vojne pa jo je bila po neuillyjski mirovni pogodbi prisiljena odstopiti Kraljevini Srbov, Hrvatov in Slovencev.
Leta 1941 je Strumico okupirala nacistična Nemčija, ki jo je takoj predala svoji zaveznici Bolgariji. Partizani so mesto osvobodili 5. novembra 1944. Posledično je postala del socialistične Jugoslavije in z letom 1991 neodvisne Makedonije.

## Prebivalstvo
Ob popisu leta 2002 je sama Strumica imela 35 311 prebivalcev, občina skupaj z okoliškimi naselji pa 45 087:
|        | Skupno | Makedonci        | Turki         | Srbi         | Romi         | Ostalo       |
| ------ | ------ | ---------------- | ------------- | ------------ | ------------ | ------------ |
| mesto  | 35 311 | 32 075 (90,84 %) | 2642 (7,48 %) | 157 (0,44 %) | 130 (0,37 %) | 307 (0,87 %) |
| občina | 45 087 | 41 822 (92,76 %) | 2642 (5,86 %) | 176 (0,39 %) | 130 (0,29 %) | 317 (0,70 %) |

## Kultura
Glavna kulturna ustanova v Strumici je pokrajinski muzej, ustanovljen 1952, v katerem so med drugim razstavljene arheološke izkopanine, najdene na področju, in antične ikone. V mestu delujeta tudi knjižnica in kulturni center z umetnostno galerijo in več dvoranami, v katerih se odvijajo folklorni nastopi, koncerti in predstave.
V mestu je ohranjenih nekaj hiš iz osmanskega obdobja, zlasti vzdolž Ulice maršala Tita, in z začetka 20. stoletja, kakršna je sedež občine. Videti je moč tudi ostanke antične palače, posebej mozaike, fevdalno kulo, džamijo in staro turško pošto.
V strumiški občini stojita dve pomembni pravoslavni cerkvi, ena iz 16. stoletja, posvečena svetemu Iliji, in razvaline druge, ki datira iz 12. in 13. stoletja in je bila posvečena štiridesetim mučenikom iz Sebaste. V občini so trije samostani: v Strumici, nad vasjo Veljusa in v vasi Vodoča.
V bližini mesta stojijo razvaline starorimskih term, masivna antična grobnica, o kateri je malo znanega, in Carevi kuli, razvaline velike srednjeveške trdnjave. 

## Znane osebnosti
| - Dušan Džamonja, kipar - Vlado Ilievski, košarkar - Blagoje Istatov, nogometni vratar - Nikola Madžirov, pesnik - Mitko Madžunkov, pisatelj - Ferus Mustafov, glasbenik - Goran Pandev, nogometaš - Anton Panov, pisatelj | - Veljko Paunović, nogometaš - Vidoe Podgorec, pisatelj - Risto Šiškov, igralec - Boris Trajkovski, politik - Goran Trenčovski, režiser in pisatelj - Baba Vanga, prerokinja - Vesna Vitanova, nogometna vratarka - Zoran Zaev, politik |